# Igreja do Divino Espírito Santo (Porto Alegre)

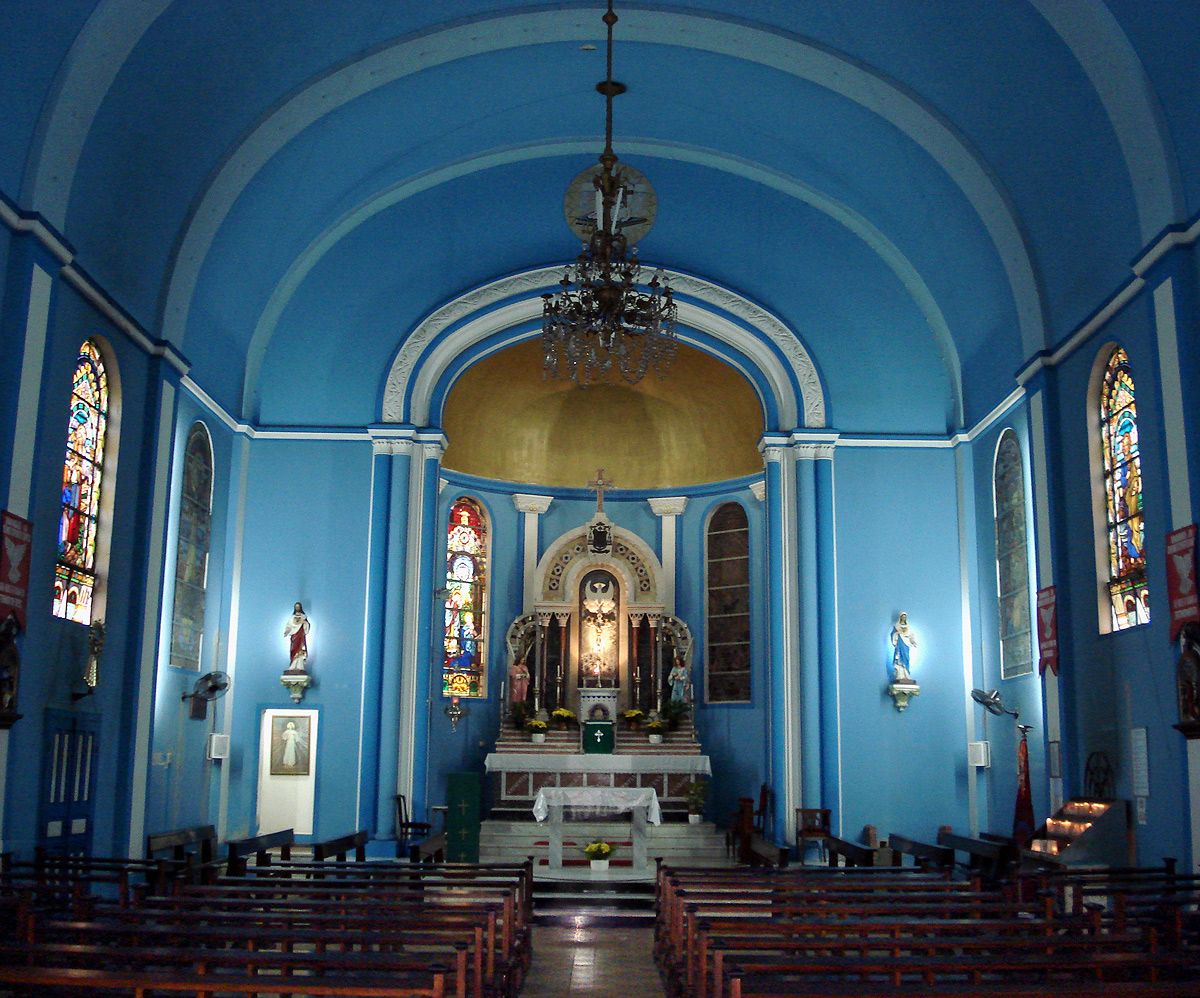
Interior

A Igreja do Divino Espírito Santo é um templo Católico e um prédio histórico localizado na cidade de Porto Alegre, Brasil, à Avenida José Bonifácio 753, junto ao Parque da Redenção, no bairro Farroupilha.

## História e tradições

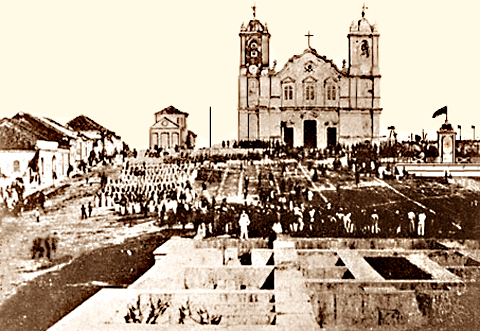
Festa de recepção a D. Pedro II na Praça da Matriz em 1865. No fundo, à esquerda, a segunda Capela do Divino, e à direita, a antiga Matriz da Mãe de Deus.

Quatro igrejas de Porto Alegre usaram este nome, as três primeiras sendo pequenas capelas. A primeira foi construída em 1772, na Praça da Matriz. Em 7 de outubro de 1821 foi fundada a  Irmandade do Divino Espírito Santo, a primeira da província, que ergueu a segunda capela no mesmo local entre 1837 e 1839, dando lugar a uma terceira, construída entre 1882 e 1884 em estilo neogótico.

A devoção ao Divino Espírito Santo foi trazida para o Brasil pelos portugueses e gozou de imensa popularidade até o fim do século XIX. Em Porto Alegre chegou através dos povoadores açorianos, fazendo parte da sua identidade cultural. Desde os inícios da cidade a Festa do Divino foi a mais popular festividade religiosa local, atraindo uma multidão de devotos. Costumava acontecer entre maio e junho, iniciando com uma novena na Matriz, complementada por missas, procissão, visitas domiciliares da bandeira do Divino para recolher esmolas, visita a presidiários e outros atos de caridade, sempre concomitantes a variados entretenimentos populares que podiam se estender por mais de duas semanas. A cidade se engalanava para a passagem da solene procissão. Arsène Isabelle disse em 1834 que "as sacadas são guarnecidas de ricos tapetes de seda bordada com franjas de ouro; as confrarias azuis sucedem-se às vermelhas, estas às brancas, e estas às cinzas, etc. Cada uma leva relicários de santos, suntuosamente ornados, e depois, durante três dias, vendem-se publicamente, ao lado da igreja, rosários, escapulários, galinhas assadas, pastéis, licores, etc". Mais tarde Aquiles Porto Alegre deixou outro testemunho:

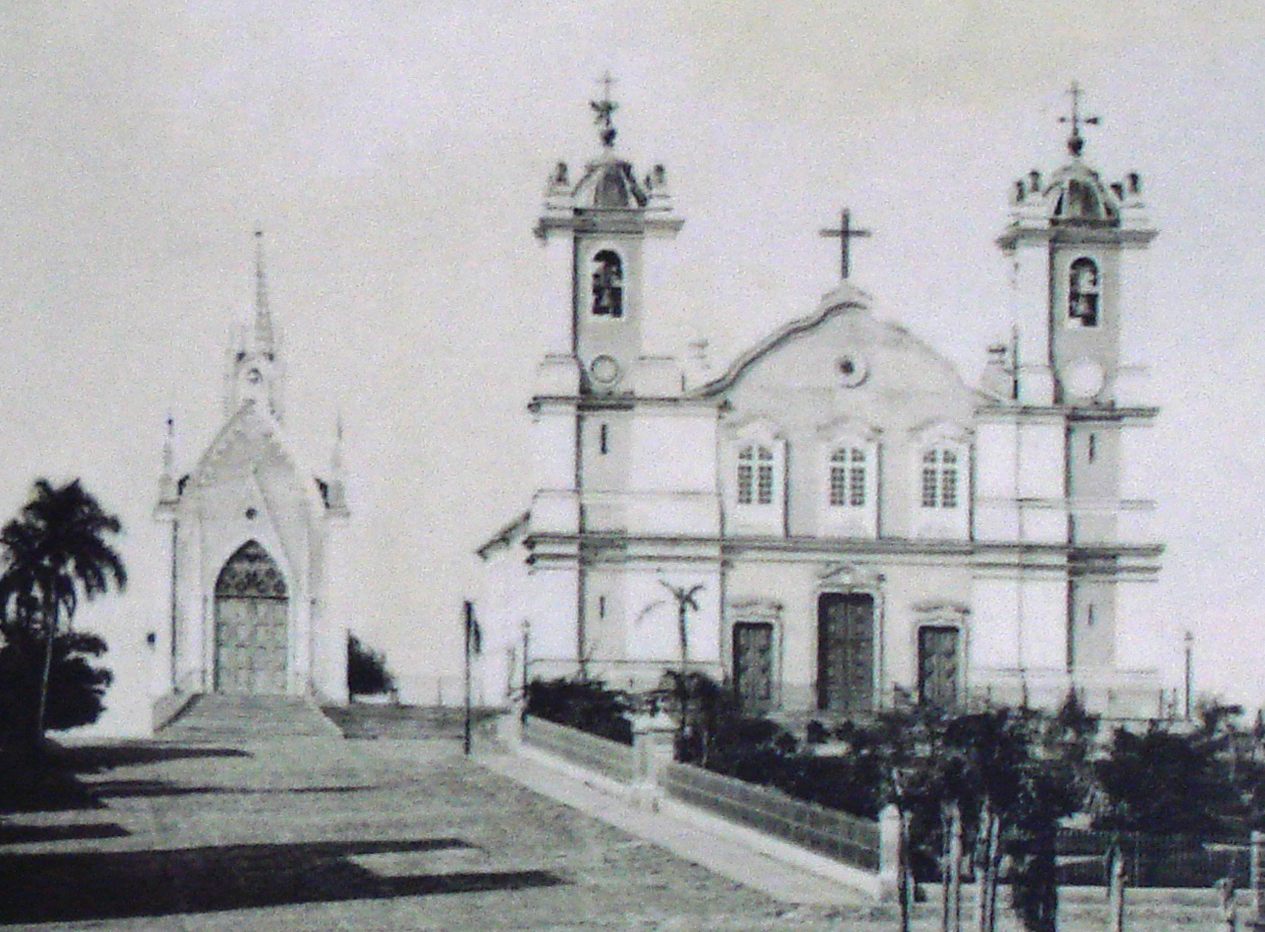
À esquerda, a terceira Capela.

"Construíam o extenso barracão, os coretos e várias tendas para a venda do café, a três vinténs a xícara, pães, doces, gengibirra, maduro e outros refrescos. Além disso, a praça enchia-se à noite, de tabuleiros de frutas, de caixas envidraçadas de doces, de balaios e cestos de pinhões e amendoim torrado, de travessas de peixe frito, com rodelas de cebolas, de bandejas de balas, e de uma infinidade de outras quitandas. [...] E tudo na Praça era animação, música, alegria. De espaço a espaço subiam aos ares balões, espocava um foguete ou estrondava um morteiro. Às vezes trilavam os apitos policiais e haviam correrias: era um rolo. Logo, porém, tudo voltava à festa. [...] Ali mesmo na Praça, os chefes, verdadeiras figuras patriarcais, estendiam esteiras, e passavam, com os seus, os três dias e as três noites de fogos, ao ar livre, sob o doce azul do firmamento, comendo o seu churrasco de espeto com farinha seca e chupando o seu adorado mate".

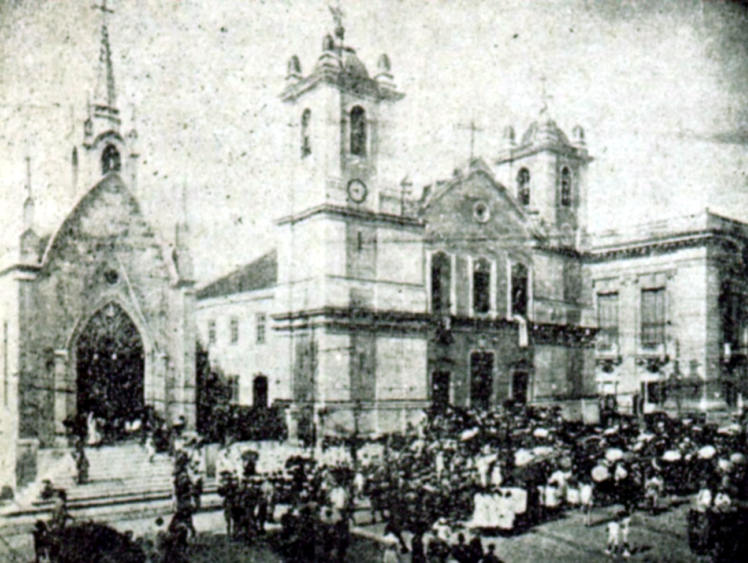
Procissão do Divino na Praça da Matriz em torno de 1900

A partir da década de 1860 Dom Sebastião Dias Laranjeira tentou disciplinar a extravagante exuberância da festa, e depois da proclamação da República os festejos começaram a perder um pouco do seu caráter popular, num período em que as formas de socialização e devoção se modificavam e era imposto um novo Código de Posturas municipal. Mesmo assim, em 1904 a imprensa ainda noticiava a "extraordinária concorrência" de público nas novenas e o "avultadíssimo" número de pessoas na Praça da Matriz a participar dos festejos.
A terceira capela também desapareceu, já em 1929, para abrir espaço à nova Catedral Metropolitana. Expulsa da Praça da Matriz, a Irmandade decidiu construir seu novo sacrário no bairro Farroupilha, o que ocorreu entre 1929 e 1935, mas a esta altura a tradicional Festa do Divino já estava em decadência. Diz Reginaldo Braga que "a Festa do Divino Espírito Santo da cidade de Porto Alegre passou por muitas transformações e reorganizações, assim como perdeu muito do seu prestígio e apelo popular. Notícias de proibições e reformas, principalmente às partes profanas da festa, ao longo do tempo fizeram com que desaparecessem, entre outras coisas o grupo da folia, a coroação do Imperador (ou festeiro), a distribuição do bodo e os chamados fogos do Espírito Santo".
Em tempos recentes a festa ainda é realizada, mas em dimensões muito mais modestas do que foi antigamente. Realiza-se na semana de Pentecostes, com novena dentro da igreja e uma procissão no domingo, saindo da Catedral e indo até a igreja. Integram a procissão o Imperador do Divino (o principal festeiro), o Alferes da Bandeira, o arcebispo metropolitano, os membros da Irmandade, clérigos convidados, o pároco, os provedores, os festeiros e os grupos de oração que atuam na igreja com suas bandeiras e estandartes, além de outros devotos. A festa encerra com uma missa solene na igreja, quando o arcebispo coroa o novo Imperador do Divino, o qual, junto com o novo Alferes da Bandeira, organizarão a festa do ano seguinte.

## A igreja moderna

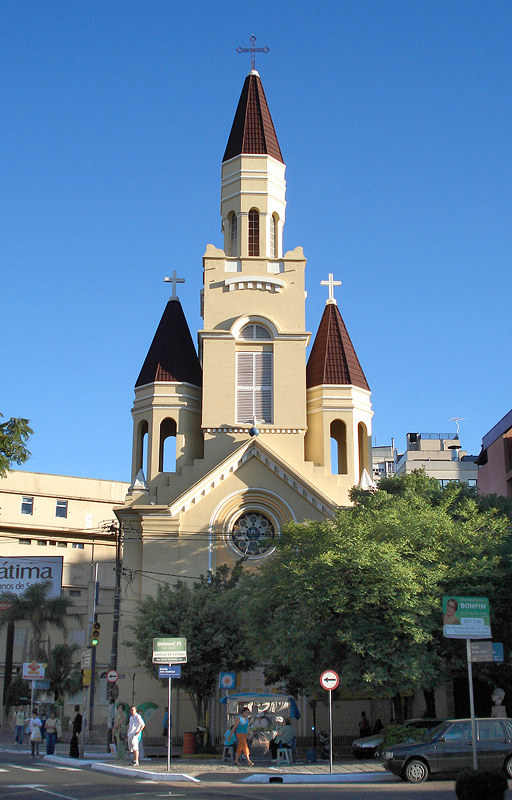
Fachada da igreja atual.

A igreja atual, cujo projeto é de André Arjonas, é uma construção de estilo eclético. Acima do grande frontispício em arcos redondos concêntricos suportados por colunas delgadas, se eleva um óculo redondo com vitral representando o Divino Espírito Santo, no interior de um outro arco redondo, e acima, um frontão triangular é arrematado por um globo azul onde pousa uma pomba branca. O corpo da igreja é coroado por três torres poligonais com arcos redondos abertos e coruchéus prismáticos coroados de cruzes.
O acesso ao interior se faz através de um pequeno átrio, onde estão instalados dois anjos guardiães sobre pedestais, ladeando a porta em arco de entrada, envidraçada. Logo à direita da entrada está colocada uma interessante imagem do Senhor Morto, dentro de um caixão de vidro e madeira. A nave única tem piso em ladrilhos com desenho geométrico e duas séries de bancadas de madeira, e janelas elevadas dão passagem à luz externa, coada por bela série de vitrais com imagens de diversos santos. O teto é em abóbada de arco abatido. Sobre o átrio, e abrindo-se para a nave, existe-se um coro, em cujo parapeito estão instalados dois anjos guardiães. Ao fundo do coro percebe-se o vitral do óculo da fachada e uma escadaria que conduz ao topo da torre central.
A capela-mor, destacada da nave por uma pequena escadaria e um grande arco abatido suportado por pilastras, abriga o altar-mor, construído de pedras nobres de várias cores. Sobre a sua base, onde estão inscritos os dons do Espírito Santo, se eleva o sacrário para o Santíssimo, à frente de um retábulo de pedra com dois pares de colunas e um grande arco central, com um brasão episcopal e uma cruz no topo, e ladeado de semi-arcos de apoio e dois anjos tocheiros. No seu interior, um crucifixo, e sobre este uma pomba em baixo-relevo. Por trás do retábulo a abside é iluminada por dois grandes vitrais, e seu teto é uma meia-cúpula com pintura dourada. Segundo Emílio Chagas, "o efeito do seu interior é muito formoso, com a iluminação multicor proporcionada pelos vitrais. O espaço se caracteriza por ser um perfeito encontro de arquitetura e espiritualidade pela singela beleza externa e interna da igreja".
Na década de 2000 foi organizado um projeto de restauro das torres, fachadas e interior.